# والدو كورتيس أكوستا
والدو كورتيس أكوستا (بالإسبانية: Waldo Cortes-Acosta؛ مواليد 3 أكتوبر 1991) هو مُقاتل فنون قتالية مختلطة جمهورية الدومينيكان.

## وصلات خارجية
لا توجد روابط لمواقع التواصل الاجتماعي.

- والدو كورتيس أكوستا على موقع يو إف سي (الإنجليزية)
- والدو كورتيس أكوستا على موقع شيردوغ (الإنجليزية)
- والدو كورتيس أكوستا على موقع Tapology.com (الإنجليزية)
- لا بيانات لهذه المقالة على ويكي بيانات تخص الفن